# Заводская Слобода (Могилёвский район)
Заводская Слобода — агрогородок в составе Заводскослободского сельсовета Могилёвского района Могилёвской области Республики Беларусь.

## Географическое положение
Ближайшие населённые пункты: